# Kaple Jména Panny Marie (Kramolna)
Kaple Jména Panny Marie je římskokatolická kaple na Kramolně. Patří do farnosti Náchod. Vlastníkem kaple je obec Kramolna.

## Historie
Kaple byla postavena na místě původní zvoničky.

## Bohoslužby
Pravidelné bohoslužby se v kapli nekonají. Pouť je v neděli po 12. září a následující pondělí, posvícení 3. neděli v říjnu a následující pondělí a mše svatá s májovou pobožností každé květnové úterý.